# Galeus priapus
Galeus priapus is een vissensoort uit de familie van de Pentanchidae. De wetenschappelijke naam van de soort werd voor het eerst geldig gepubliceerd in 2008 door Bernard Séret en Peter R. Last.